# Comodoro
Comodoro é a denominação de uma patente militar atribuída, em muitas marinhas de guerra, a oficiais de categoria superior à de capitão de mar e guerra e inferior à de contra-almirante. A denominação comodoro também é utilizada para designar funções e categorias na marinha mercante, em forças aéreas e em clubes náuticos.

## Marinhas de guerra
No âmbito da NATO, a patente de comodoro é, normalmente, considerada como de oficial general de uma estrela (código OF-6). No entanto, em alguns países, os comodoros não são considerados oficiais generais. Neste caso o posto de comodoro pode ser uma patente temporária ou mesmo apenas um título concedido aos capitães de mar e guerra que exercem o comando de uma força de vários navios.

### Insígnias e distintivos em várias marinhas de guerra

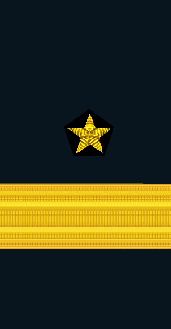
Chile (Comodoro)
Croácia (Komodor)
Finlândia (Kommodori)
Irlanda (Commodore)
Reino Unido (Commodore)
Sérvia (Komodor)

### Portugal
Atualmente, na Marinha de Guerra Portuguesa, o posto de comodoro é uma patente permanente de oficial general (OF 6).
O actual posto de comodoro corresponde, aproximadamente, às antigas patentes de chefe de divisão e de coronel do Mar. O posto de coronel do mar foi introduzido, na Marinha Portuguesa, no século XVIII, como correspondente naval do posto de brigadeiro do Exército. Em 1789, o posto passou a denominar-se "chefe de divisão", sendo, imediatamente, inferior ao de chefe de esquadra e superior ao de capitão de mar e guerra. Em 1892, o posto foi extinto.
Em 1929, foi introduzida a designação "comodoro", que seria atribuída aos capitães de mar e guerra que exercessem o comando em chefe de uma força naval. A designação era, portanto, apenas um título honorífico, não sendo uma patente. As funções dos oficiais designados "comodoros" eram semelhantes às dos antigos chefes de divisão.
Em 1953, foi introduzida a patente de comodoro, agora como primeiro posto permanente de oficial general. O novo posto não correspondia à antiga patente de chefe de divisão, mas sim à de chefe de esquadra.
Em 1977, o sistema de designação das patentes da Marinha foi reformulado, alterando-se as designações dos postos. O posto de comodoro passou a ser designado "contra-almirante" (por sua vez, o posto de contra-almirante passou a designar-se "vice-almirante"). Neste sistema deixou de existir a designação "comodoro".
Em 1999 o posto de comodoro foi, novamente, introduzido, com caraterísticas semelhantes às dos antigos chefes de divisão, para o desempenho de cargos internacionais no País e no estrangeiro, ou no País em forças de segurança, a que tinham acesso, apenas por graduação, os capitães-de-mar-e-guerra e coronéis habilitados com o curso de promoção a oficial general.
Em 2015, decorrente do modelo de reorganização da estrutura superior das Forças Armadas e face à necessidade de racionalização de efetivos , foi criado o posto de comodoro ou brigadeiro-general, que se traduz na extinção orgânica de cargos inerentes ao posto de contra-almirante e major-general, tal como decorre das leis orgânicas do Estado-Maior-General das Forças Armadas e dos três ramos das Forças Armadas.
Corresponde ao posto de brigadeiro-general no Exército e na Força Aérea.

Distintivo de manga
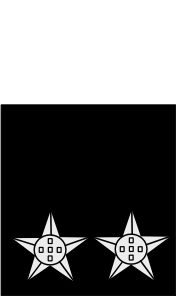
Distintivo de passadeira (1953-1977)
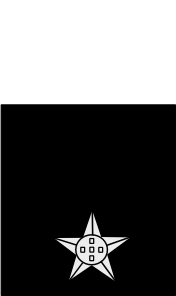
Distintivo de passadeira (atual)
Bandeira de comando (1953-1977)

## Forças aéreas
Nas forças aéreas de vários países (Reino Unido, Países Baixos, etc.), a designação comodoro ou comodoro do ar é utilizada para designar uma patente com as mesmas características da homónima naval.
Na Força Aérea Argentina o termo comodoro é utilizado para designar a patente permanente equivalente à de coronel no exército. Por extensão, é utilizado o termo vice-comodoro para designar a patente equivalente à de tenente-coronel.

### Insígnias e distintivos em várias forças aéreas

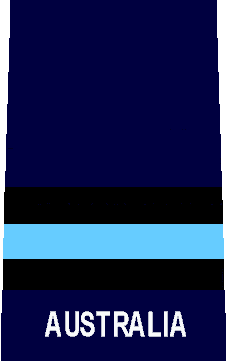
Força Aérea Australiana (Air commodore)
Força Aérea dos Países Baixos (Commodore)
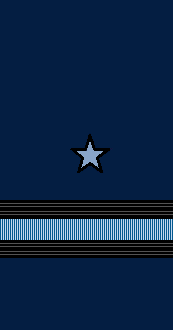
Força Aérea de Chile (Comodoro)

## Marinha mercante
No âmbito da marinha mercante, algumas empresas de navegação concedem o título de "comodoro" ao comandante de navio mais sénior. Em algumas destas empresas, o comodoro usa um distintivo especial no seu uniforme.

## Náutica de recreio
Tradicionalmente, os clubes náuticos incluem um oficial dirigente com o título de "comodoro". Na maioria dos casos, o comodoro é o presidente ou diretor executivo do clube. Existem também casos em que o título de "comodoro" é concedido ao presidente honorário do clube ou ao seu responsável técnico. O comodoro pode ser coadjuvado por vice-comodoros e por contra-comodoros.